# 4501 Eurypylos
4501 Eurypylos eller 1989 CJ3 är en trojansk asteroid i Jupiters lagrangepunkt L4. Den upptäcktes 4 februari 1989 av den belgiske astronomen Eric W. Elst vid La Silla-observatoriet. Den är uppkallad efter Thessaliens kung, Eurypylos i den grekiska mytologin.
Asteroiden har en diameter på ungefär 45 kilometer.